# Kingsley Schindler
Kingsley Schindler (* 12. Juli 1993 in Hamburg) ist ein deutsch-ghanaischer Fußballspieler. Er spielt in der türkischen Süper Lig für Samsunspor.

## Karriere

### Vereine
Schindler wurde in Hamburg als Sohn einer ghanaischen Mutter geboren und durchlief zunächst die Jugendmannschaften der örtlichen Vereine Hummelsbütteler SV, SC Alstertal-Langenhorn und SC Concordia Hamburg, für dessen erste Herrenmannschaft er als A-Junior (U19) im März 2011 bereits ein Spiel in der fünftklassigen Oberliga Hamburg absolvierte. Zur Saison 2011/12 schloss er sich nach einem Probetraining der U19 von Hannover 96 an, mit der in der A-Junioren-Bundesliga spielte.
Nachdem Schindler nach seinem letzten Juniorenjahr keinen weiteren Vertrag erhalten hatte, wechselte er zur Saison 2012/13 in die viertklassige Regionalliga Nordost zum Aufsteiger TSG Neustrelitz. Dort kam er auf 20 Regionalligaeinsätze (11-mal von Beginn), in denen er 2 Tore erzielte. Zur Saison 2013/14 wechselte Schindler in die Regionalliga Südwest zur zweiten Mannschaft der TSG 1899 Hoffenheim. In den Spielzeiten 2013/14, 2014/15 und 2015/16 wurde er 77-mal (67-mal von Beginn) in der Regionalliga Südwest eingesetzt und erzielte 14 Tore.
Zur Saison 2016/17 kehrte Schindler nach Norddeutschland zurück und unterschrieb einen Dreijahresvertrag beim Drittligisten Holstein Kiel. In seiner ersten Saison kam er unter dem Cheftrainer Karsten Neitzel und dessen Nachfolger Markus Anfang 35-mal (32-mal in der Startelf) in der Liga zum Einsatz und erzielte 12 Tore. Im Mai 2017 stieg er mit der KSV Holstein in die 2. Bundesliga auf. In der Saison 2017/18 folgten 33 Zweitligaeinsätze (12-mal von Beginn) unter Anfang, in denen er 12 Tore erzielte. Holstein Kiel belegte den 3. Platz, scheiterte aber in der Aufstiegsrelegation am VfL Wolfsburg. Zur Saison 2018/19 übernahm Tim Walter die Mannschaft. Schindler kam unter ihm 23-mal (18-mal von Beginn) in der Liga zum Einsatz und erzielte 6 Tore.
Zur Saison 2019/20 wechselte Schindler zum Bundesligaaufsteiger 1. FC Köln. Er unterschrieb bereits im Januar 2019 einen Vertrag mit einer Laufzeit bis zum 30. Juni 2023, als Markus Anfang Cheftrainer des FC war. Dieser wurde jedoch noch vor dem Saisonende beurlaubt. Unter dem neuen Cheftrainer Achim Beierlorzer, der nach dem 11. Spieltag durch Markus Gisdol ersetzt wurde, kam Schindler auf 10 Bundesligaeinsätze (8-mal von Beginn). Nachdem er unter Gisdol auch am 12. Spieltag in der Startelf gestanden hatte, kam er bis zum Saisonende lediglich auf zwei weitere Einwechslungen.
Zur Saison 2020/21 wechselte Schindler auf Leihbasis zurück in die 2. Bundesliga zu Hannover 96, wo er bereits in der Saison 2011/12 bei den A-Junioren (U19) gespielt hatte.
2023 unterschrieb Schindler einen Vertrag über zwei Jahre beim türkischen Club Samsunspor.

### Nationalmannschaft
2015 wurde Schindler zu einem Lehrgang der ghanaischen U23-Nationalmannschaft eingeladen. In zwei Testspielen gegen Uganda kam er allerdings nicht zum Einsatz, da er Schwierigkeiten mit den klimatischen Gegebenheiten (hohe Temperaturen und hohe Luftfeuchtigkeit) hatte. Im März 2023 wurde er erstmals in den Kader der ghanaischen Nationalmannschaft einberufen. Am 27. März debütierte er beim 1:1-Unentschieden gegen Angola.